# Egidio Boccanegra
Egidio "Gil" Boccanegra (Génova, ? - Sevilla, septiembre de 1367), llamado Barbanegra, fue un corsario genovés que luchó bajo pabellón francés en la batalla de Sluys y que después fue Almirante de Castilla bajo los reinados de Alfonso XI y Pedro I. Además era hermano de Simón Boccanegra, primer dux de Génova.
Por sus servicios a Alfonso XI durante el Sitio de Algeciras, Egidio consiguió varias posesiones y villas, por lo que se asentó en Castilla.
En 1367 apoyó a Enrique de Trastámara, por lo que fue capturado y ejecutado por Pedro I. Su hijo Ambrosio Bocanegra le sucedió en el cargo de Almirante de Castilla.

## Biografía
Egidio Boccanegra nació en una rica familia burguesa que descendía del magistrado genovés (nombrado en 1257) Guillermo Boccanegra, abogado y militar naval que inauguró el cargo de capitán del pueblo.

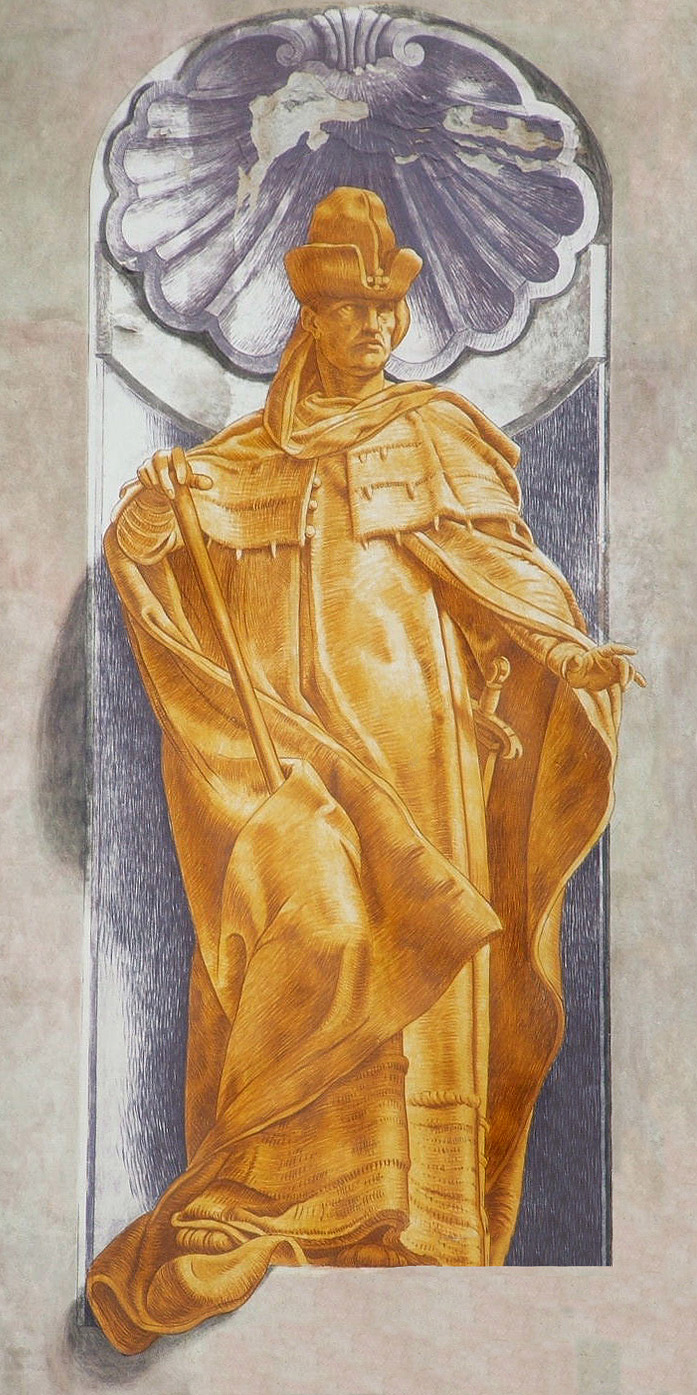
Simón Boccanegra, primer Dux de Génova y hermano de Egidio.

Su hermano, Simón Boccanegra, fue el primer Dux de Génova. Consiguió logros importantes como la conquista de la isla de Quíos y la victoria sobre los tártaros que sitiaban Caffa. Simón se convirtió en un personaje muy recordado, siendo el protagonista de la novela de Antonio García Gutiérrez Simón Boccanegra y de la ópera homónima de Giuseppe Verdi.

### Al servicio de Francia
En 1340, Egidio fue contratado por el rey Felipe VI de Francia para colaborar en la lucha que se avecinaba contra una enorme flota inglesa al mando de Eduardo III.

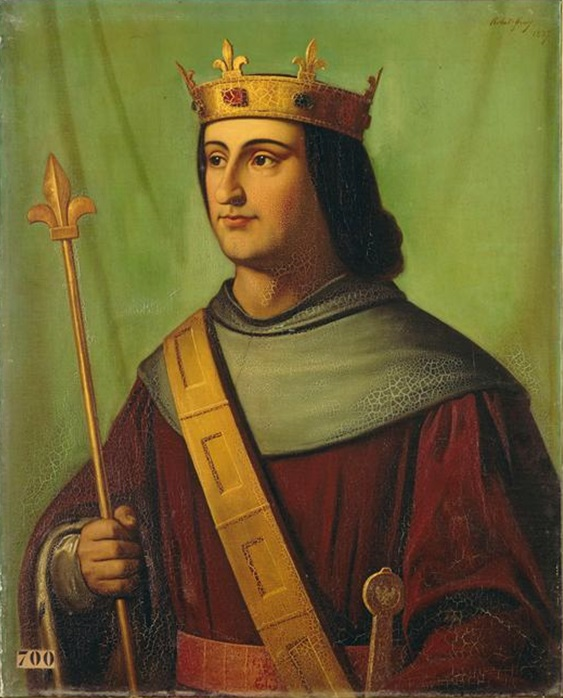
Felipe VI de Francia

Egidio Boccanegra se puso al mando de tres galeras y se unió a una armada de alrededor de 200 naves.

#### La batalla de Sluys
Los franceses habían decidido adoptar una estrategia defensiva, bloqueando el acceso de la flota inglesa a la costa flamenca.
Mientras tanto, la flota inglesa, con Eduardo III a la cabeza, zarpó el 22 de junio de 1340. Al parecer no esperaban encontrarse a la fuerza francesa en la desembocadura del río Zwyn, pero ya no les quedaba otra opción que atacar.
La flota francesa estaba bajo el mando del Almirante Hugo Quiéret y el Condestable Nicolas Béchuchat, quienes no tenían mucha confianza en la capacidad de combate de sus barcos, por lo que decidieron encadenar los barcos entre sí en tres líneas para bloquear el acceso al estuario.

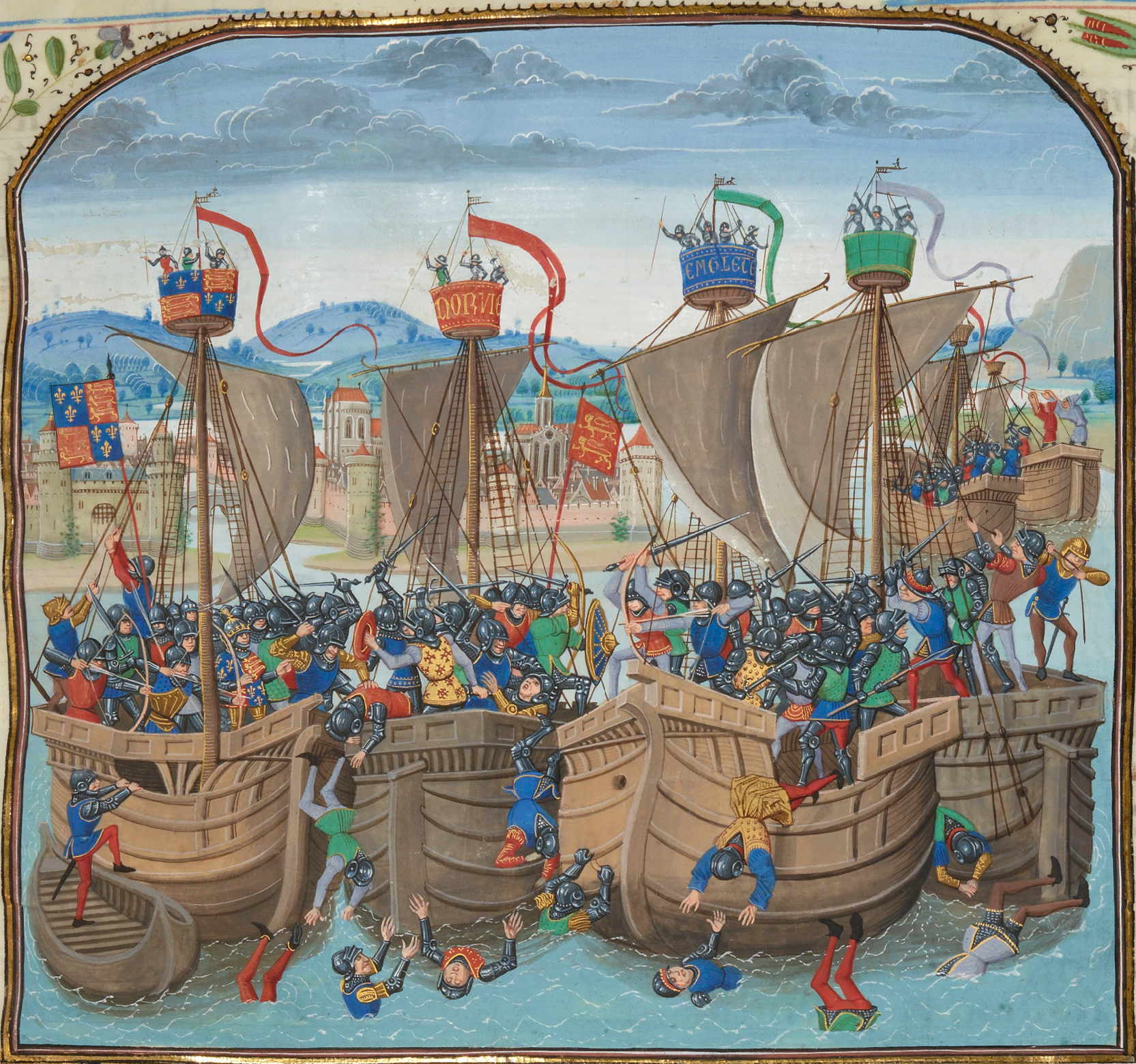
Representación de la Batalla de Sluys

Egidio avisó del peligro de permanecer en un espacio tan estrecho, sin capacidad de maniobra y con el viento soplando hacia tierra adentro, pero Quiéret y Béchuchat hicieron oídos sordos de sus advertencias.
El 24 de junio de 1340 tuvo lugar la batalla naval de Sluys, donde la flota inglesa consiguió una rotunda victoria. Los ingleses no tuvieron misericordia y pasaron a cuchillo a todas las tripulaciones que capturaron. En la batalla de Sluys murieron entre 16 000 y 18 000 soldados franceses, incluyendo Nicolas Béchuchat, quien murió en combate, y Hugo Quiéret, quien fue capturado y poco después ahorcado en el mástil de su propio barco al conocer Eduardo III que él era el responsable de los ataques que se habían llevado a cabo contra el sur de Inglaterra.

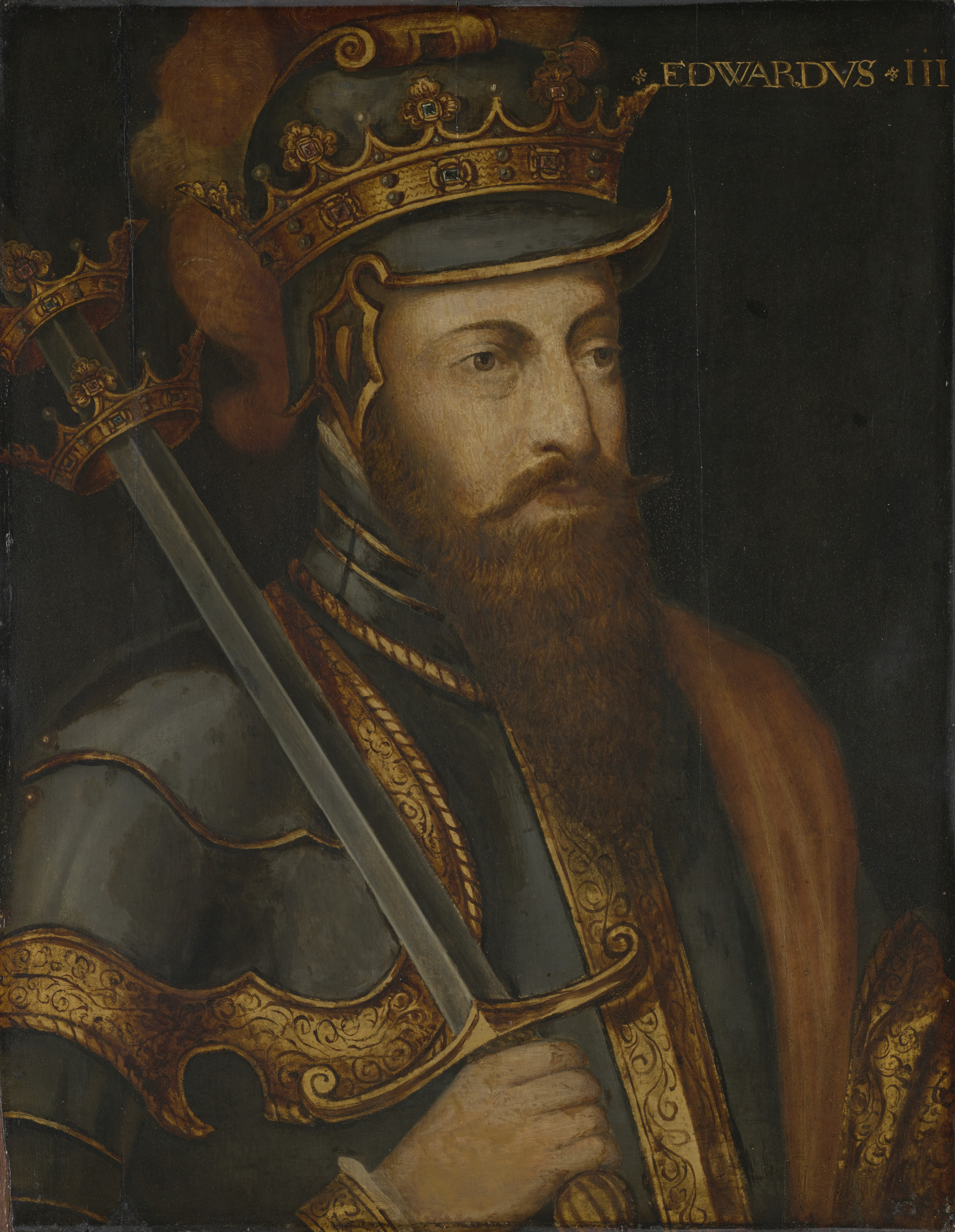
Eduardo III de Inglaterra

Egidio Boccanegra fue de los pocos capitanes que consiguió que sus navíos escaparan de Sluys, llevándose consigo dos barcos ingleses que había logrado capturar.

### Al servicio de Castilla
El 4 de abril de 1340, en las cercanías de Algeciras, tuvo lugar la batalla de Getares, en la que la flota castellana fue destruida por la flota benimerín, encontrando allí la muerte el Almirante Alonso Jofre Tenorio.
Las consecuencias de la derrota fueron devastadoras para la marina castellana, ya que Castilla perdió gran parte de sus recursos navales. Alfonso XI necesitaba reconstruir su armada y para ello recurrió a la ayuda exterior.
Además de ordenar a las atarazanas sevillanas la construcción de nuevas galeras, en sustitución de las hundidas o capturadas por los musulmanes, el Rey de Castilla encargó a su mujer, María de Portugal, hija de Alfonso IV de Portugal, escribir a su padre rogándole el envío de ayuda.
Alfonso XI también escribió a Pedro IV de Aragón, al que solicitó el alquiler de 12 galeras para un servicio de tres meses. Éste ordenó zarpar inmediatamente en ayuda de Alfonso, al mando del Almirante Pedro de Moncada y del Vicealmirante Galcerán Marquet.

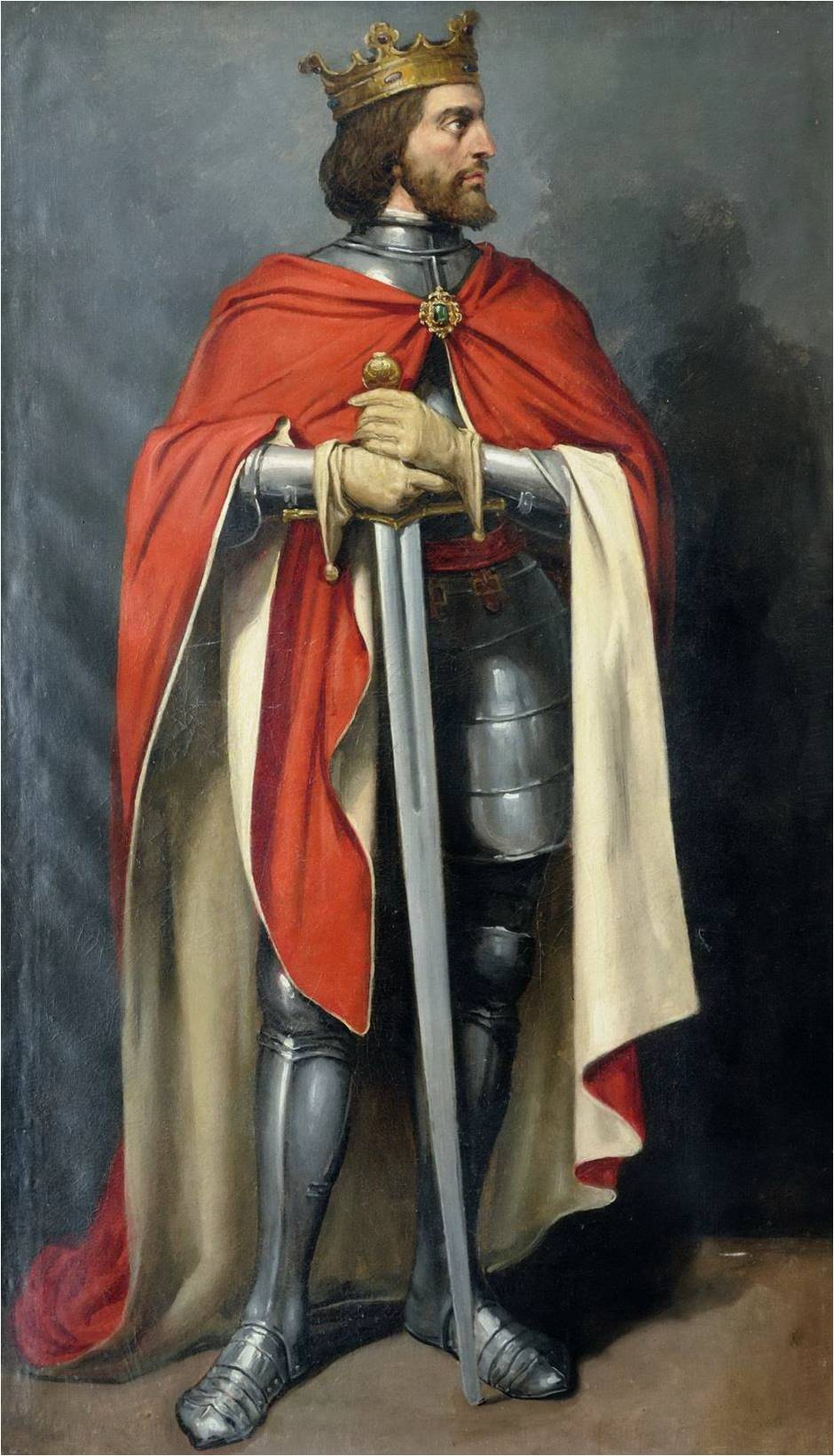
Alfonso XI de Castilla

Alfonso XI también solicitó ayuda a la República de Génova y al Dux de Génova, Simón Boccanegra. El Duque accedió a enviarle doce galeras comandadas por su hermano, Egidio Boccanegra, a quien Alfonso nombraría Almirante. Alfonso tendría que pagar 800 florines de oro mensuales por cada galera, excepto la galera almiranta, que percibiría 1500 y, además, todo el bizcocho que necesitaran.
Mientras llegaban los buques solicitados a Portugal, Aragón y Génova, Alfonso XI entregó el mando de los restos de la flota, 15 galeras y 12 naos, al Prior de la Orden de San Juan en Castilla, Alfonso Ortiz de Calderón, que no fue designado Almirante sino Mayoral.
Egidio Boccanegra llegó a Castilla en agosto de 1341, casi un año después de la victoria castellana en la batalla del Salado, cuando el Rey acababa de conquistar Alcalá la Real. El nuevo almirante esperaba con sus naves en Sevilla, donde recibió la orden de iniciar de inmediato la guarda del estrecho de Gibraltar para impedir el tránsito de naves musulmanas.
A comienzos de 1342, Alfonso XI convocó a Cortes en Burgos para recaudar dinero con el objetivo de conquistar Algeciras. Antes de marchar hacia el Sur resultaba imprescindible que la flota castellana dominara las aguas del Estrecho.

#### La batalla de Bullones
Al comienzo de la primera semana de mayo de 1342, Egidio Boccanegra notificó al rey Alfonso XI que Abu ul-Hassan Alí, conjuntamente con Yúsuf I de Granada, había reunido hasta ochenta galeras y otros navíos de guerra. La intención musulmana no podía ser otra que la de enfrentarse directamente a la armada cristiana, que estaba fondeada en la bahía de Getares, cerca de Algeciras. Esta flota se estaba reuniendo en el puerto de Bullones, al oeste de Ceuta.

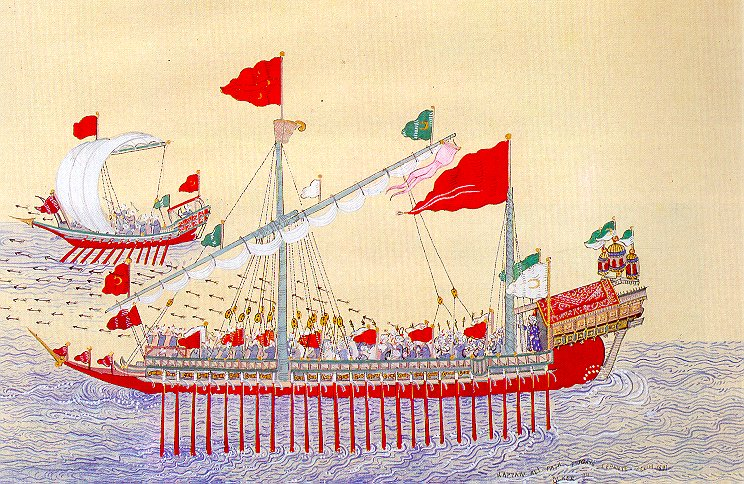
Galera musulmana

Egidio Boccanegra actuó con rapidez y, al mando de diez galeras, se enfrentó contra doce galeras musulmanas, hasta que las tripulaciones de estas saltaron a tierra perseguidos por los castellanos. Cuatro galeras benimerines fueron incendiadas, dos anegadas y las seis restantes fueron capturadas.
Tras el combate, la flota cristiana regresó a Getares para contribuir en el cerco de Algeciras.
Alfonso XI, a pesar de la victoria, no dejaba de desconfiar de las fuerzas de Abu ul-Hassan Alí y quiso fortalecer todavía más su armada, para lo que envió a uno de sus tesoreros a Sevilla para que en sus atarazanas se armasen las galeras que allí se encontraban y cuanto antes se las enviase al almirante.

#### Batalla de Guadalmesí
Después de lograr la victoria en la batalla de Bullones, Egidio Boccanegra vio incrementada su flotilla con la llegada de las galeras portuguesas, comandadas por Carlos Pessanha.

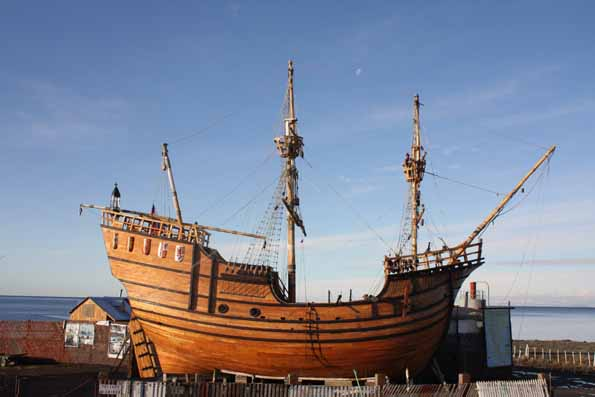
Nao cristiana

La flota castellano-portuguesa se encontraba en el río Barbate, algo que Abu ul-Hassan Alí intentó aprovechar para que su flota pudiese cruzar el Estrecho de Gibraltar y dirigirse a Algeciras. Sin embargo, cuando la flota castellano-portuguesa vio partir a la armada meriní salió tras ella y la pudo cercar en la desembocadura del río Guadalmesí.
Egidio Boccanegra mandó un mensaje a Alfonso XI haciéndole ver que si se produjese un ataque combinado por tierra y mar se podría quemar y anegar a toda la flota benimerín. Enterados en Algeciras de la delicada situación, enviaron fuerzas terrestres que protegiesen por la retaguardia a los barcos musulmanes.
Alfonso XI pudo reunir con rapidez un ejército con las milicias de los concejos de Córdoba, Écija y Carmona y con las fuerzas de las órdenes religiosas de Santiago, Calatrava y Alcántara, además de la nobleza.
Para lograr romper el cerco castellano, los benimerines enviaron trece galeras que estaban en Algeciras. Boccanegra mandó contra ellas diez de sus galeras y tras un fuerte enfrentamiento resultaron victoriosos los castellanos.
Siete de las embarcaciones musulmanas resultaron destruidas, otras cuatro fueron anegadas y otras dos galeras fueron apresadas por los castellanos.
Los almirantes benimerines decidieron que debían romper el cerco castellano-portugués para dirigirse hacia Algeciras, por lo que atacaron a la flota cristiana para enviarla a alta mar. Sin embargo, la flota castellano-portugués no retrocedió, sino que se lanzó a la batalla, destruyendo seis galeras benimerines.
Por culpa del empuje castellano, tres galeras quedaron embarrancadas en la orilla, siendo atacadas por los benimerines de las galeras cercanas y por los que se encontraban en tierra. El resto de la flota castellano-portuguesa intentó defender a estos barcos, pero otras dos naves sufrieron el mismo contratiempo.
El combate en estas galeras se prolongó hasta que la marea subió y las galeras pudieron salir a alta mar, a excepción de una, que tuvo que ser incendiada.
Después de estos acontecimientos, los almirantes benimerines arremetieron a donde estaban Boccanegra y Pessanha.
La batalla de Guadalmesí (27 de mayo de 1342) terminó con una victoria castellano-portuguesa. Los almirantes benimerines murieron y fueron tomados sus estandartes. Las pocas galeras benimerines que escaparon huyeron directamente a Ceuta.

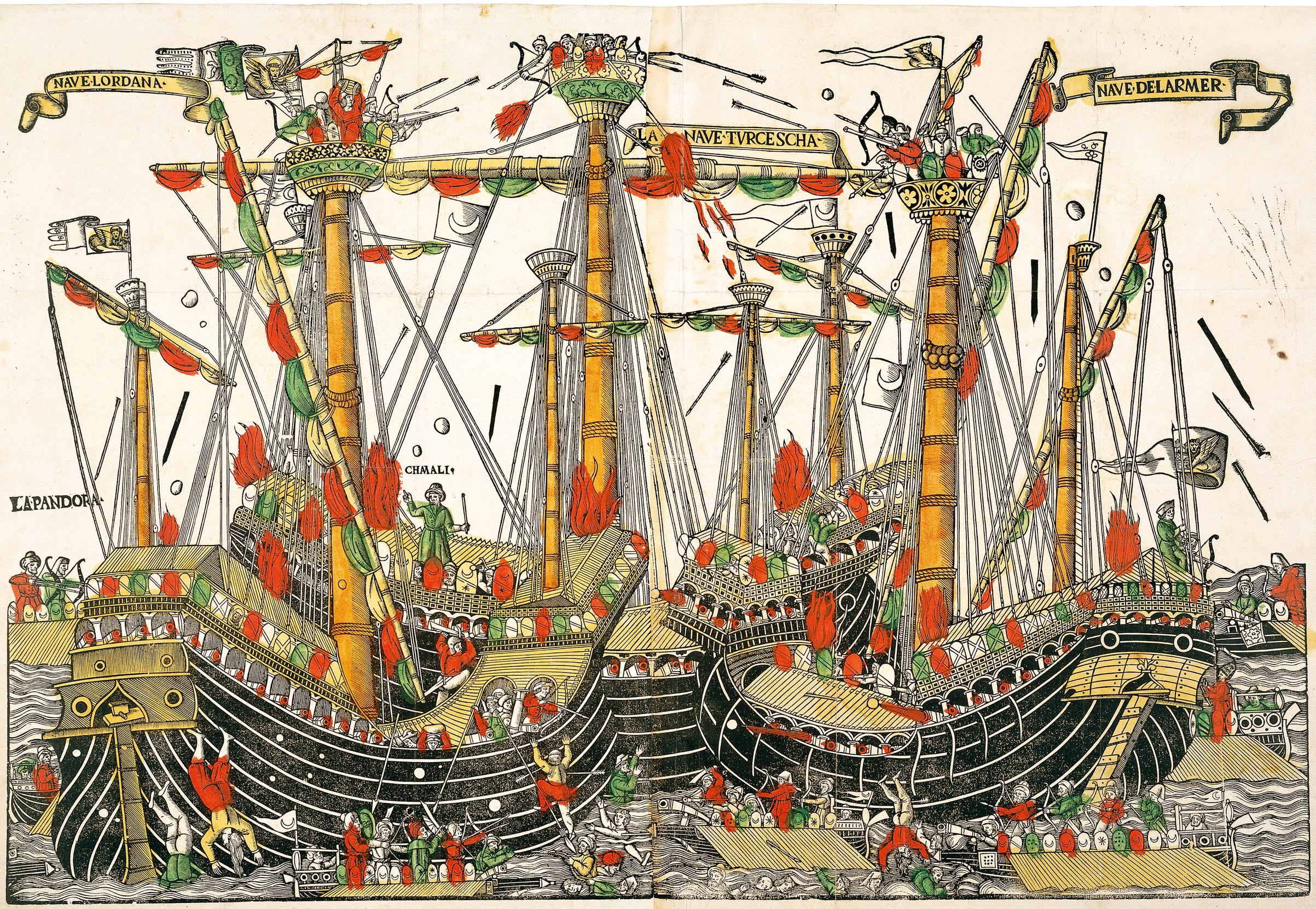
Batalla naval entre cristianos y musulmanes

Por la parte castellana, sólo se perdieron las tres naves que encallaron en la costa. Nada más finalizar el combate, los almirantes de Castilla y de Portugal, con sus respectivas flotas y con los barcos que habían capturado, volvieron a Getares, donde solían estar, para seguir bloqueando a Algeciras.

#### El asedio de Algeciras

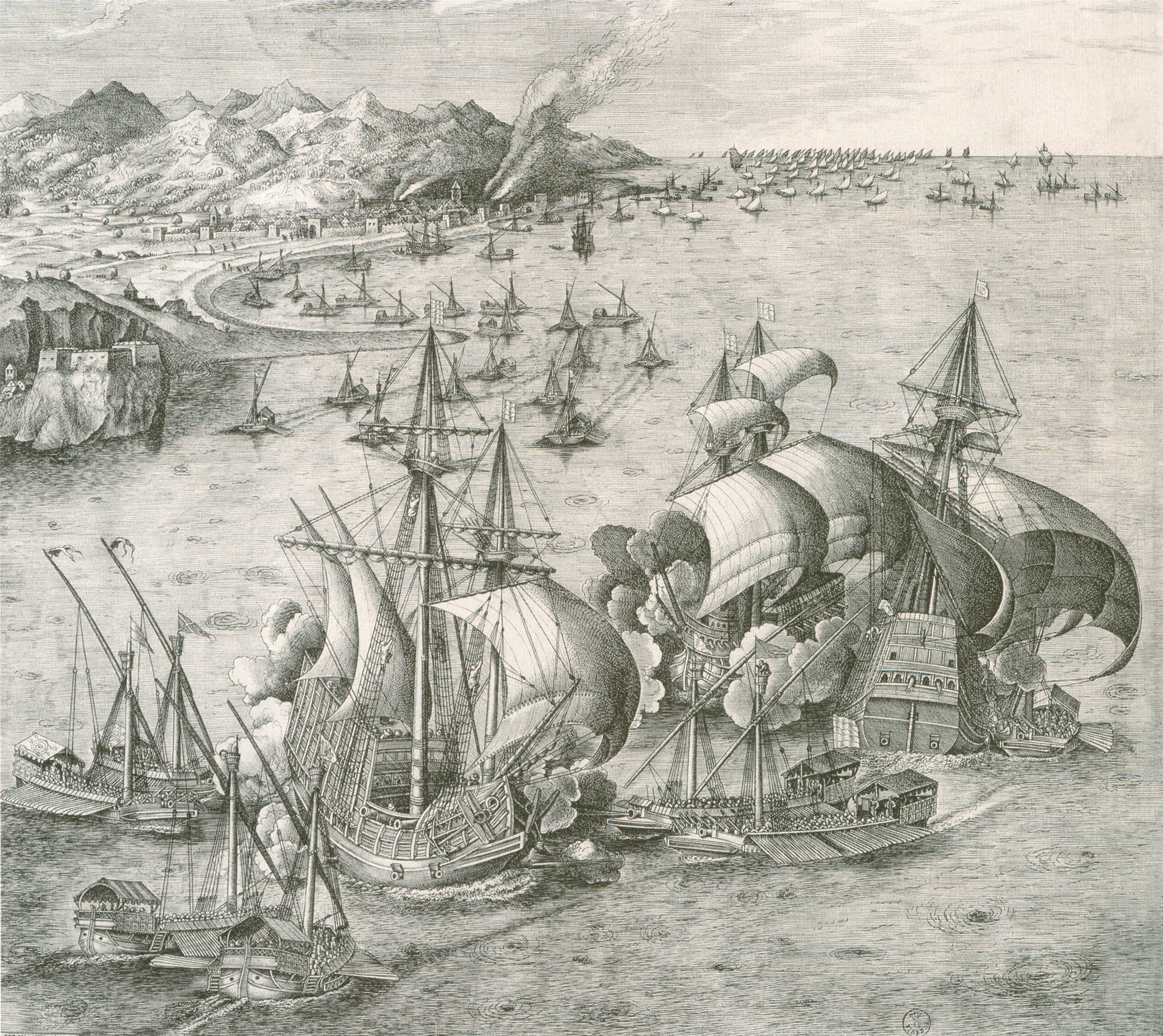
Batalla naval con galeras y carracas

Las consecuencias de la batalla de Guadalmesí fueron importantes, todavía más si se tiene en cuenta que, el 31 de mayo de 1342, el Almirante de Aragón, Pedro de Moncada, se encontró con trece galeras musulmanas, que venían de Marruecos, a la altura de la población de Estepona. Enfrentadas las dos fuerzas navales, encontraron los musulmanes la derrota. La batalla de Estepona terminó con cuatro galeras benimerines destruidas y dos encalladas en tierra cerca de Estepona. El resto de las galeras benimerines se refugiaron en el puerto de Vélez.
La situación en el Estrecho favorecía los intereses castellanos, que se centraban en la conquista de Algeciras, el puerto por donde podían entrar nuevas invasiones norteafricanas. La única baja importante fue la de la flota portuguesa de Carlos Pessanha, que decidió regresar con sus naves a Portugal después de la batalla de Guadamesí.
Alfonso XI llegó a Getares en los primeros días del mes de julio de 1342 para conocer el estado de la flota castellana y se entrevistó con Egidio Boccanegra, quien le comunicó que Algeciras se encontraba muy desabastecida porque las galeras que habían sido derrotadas en la batalla de Estepona iban cargadas de trigo con destino a Algeciras.
La flota benimerín había perdido hasta ese momento 57 galeras de las 80 que habían reunido para operar en el verano de 1342. Bastantes de estas galeras fueron a parar a manos de Castilla, cuya flota fondeaba en la ensenada de Getares.

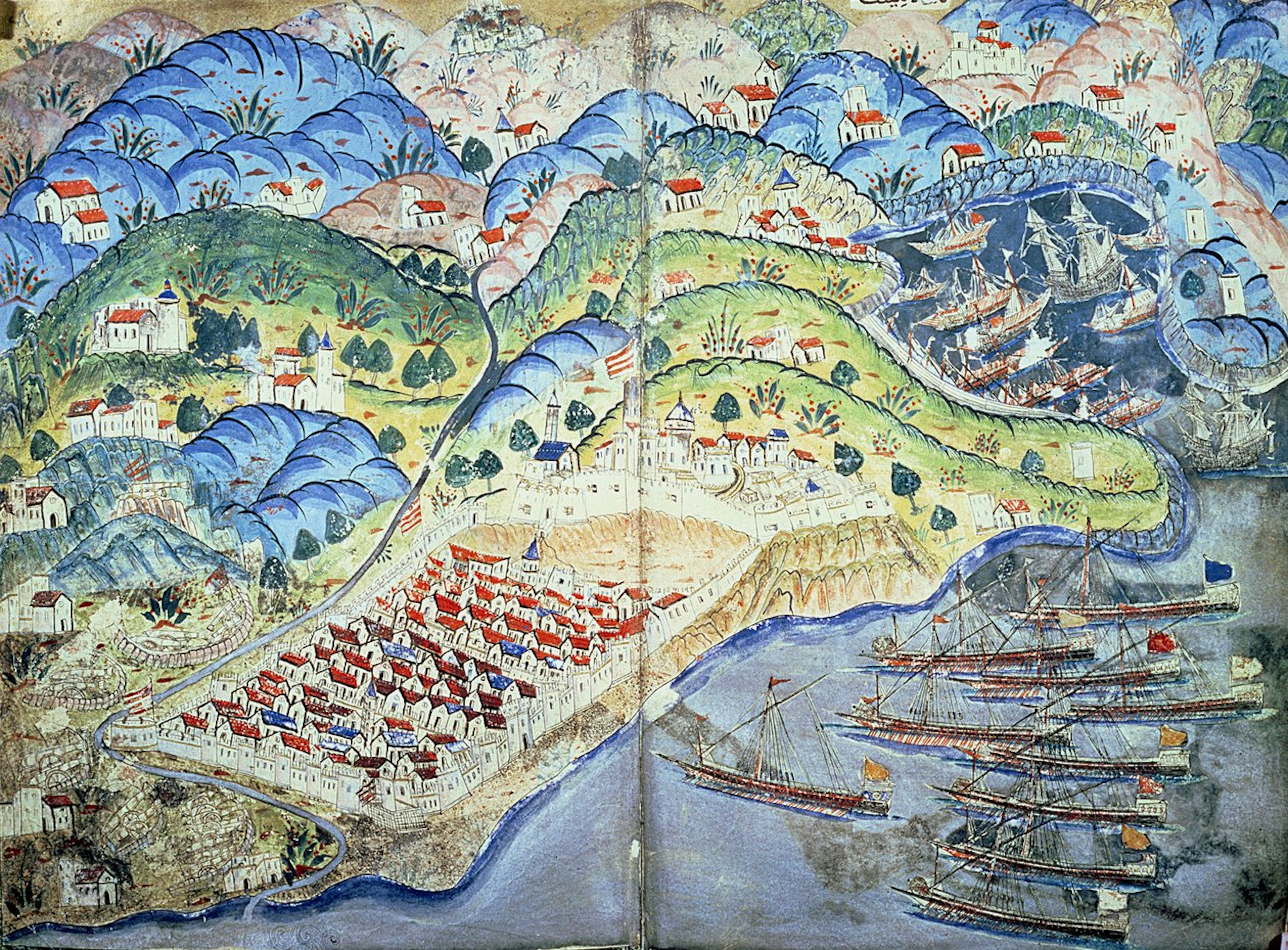
Bloqueo naval de una ciudad

Alfonso XI, al enterarse de los resultados de los combates y ver el estado de la flota, quiso iniciar el cerco a Algeciras sin más tardanza, al tener reunido en Getares cerca de una centena de embarcaciones de guerra. Sin embargo, le convencieron para que reuniera más gente de tierra y por ello el citado cerco no comenzó hasta los primeros días de agosto.
El 3 de agosto de 1342 las tropas castellanas estaban acampadas cerca del río Palmones, en la que luego se llamaría Torre de los Adalides, y comenzaron las operaciones de asedio.
El 2 de septiembre de 1342, Alfonso XI hizo donación a Egidio Boccanegra de la villa de Palma del Río, en reconocimiento de sus notables servicios.
Boccanegra completó el bloqueo marítimo de Algeciras. Las grandes naos cántabras formaban una línea exterior y las pinazas y zabras otra interior, que se estrechaba de noche para impedir el paso a las pequeñas embarcaciones que intentaban llevar socorros a la plaza. Entre ambas fueron situadas las galeras como fuerza de combate móvil, dispuesta a acudir donde la situación lo requiriese. Sin embargo, el mayor peligro que hubieron de afrontar durante el invierno de 1343 fueron los peligrosos temporales que se desencadenaron en aquellas aguas, zozobrando 3 galeras y 2 naos cargadas de víveres, que fueron aprovechados por los sitiados.
En febrero de 1343, el sultán Abu ul-Hassan Alí comenzó a rearmar la flota con ayuda de los Hafsíes tunecinos, del Sultán de Egipto al-Salih Imad-al-Din Ismail y de Yúsuf I de Granada, concentrándola en Ceuta. Su intención no era desembarcar en Algeciras sino en Almería, encomendando la dirección de las operaciones a su hijo, el príncipe Abu Amir Abd Allah.

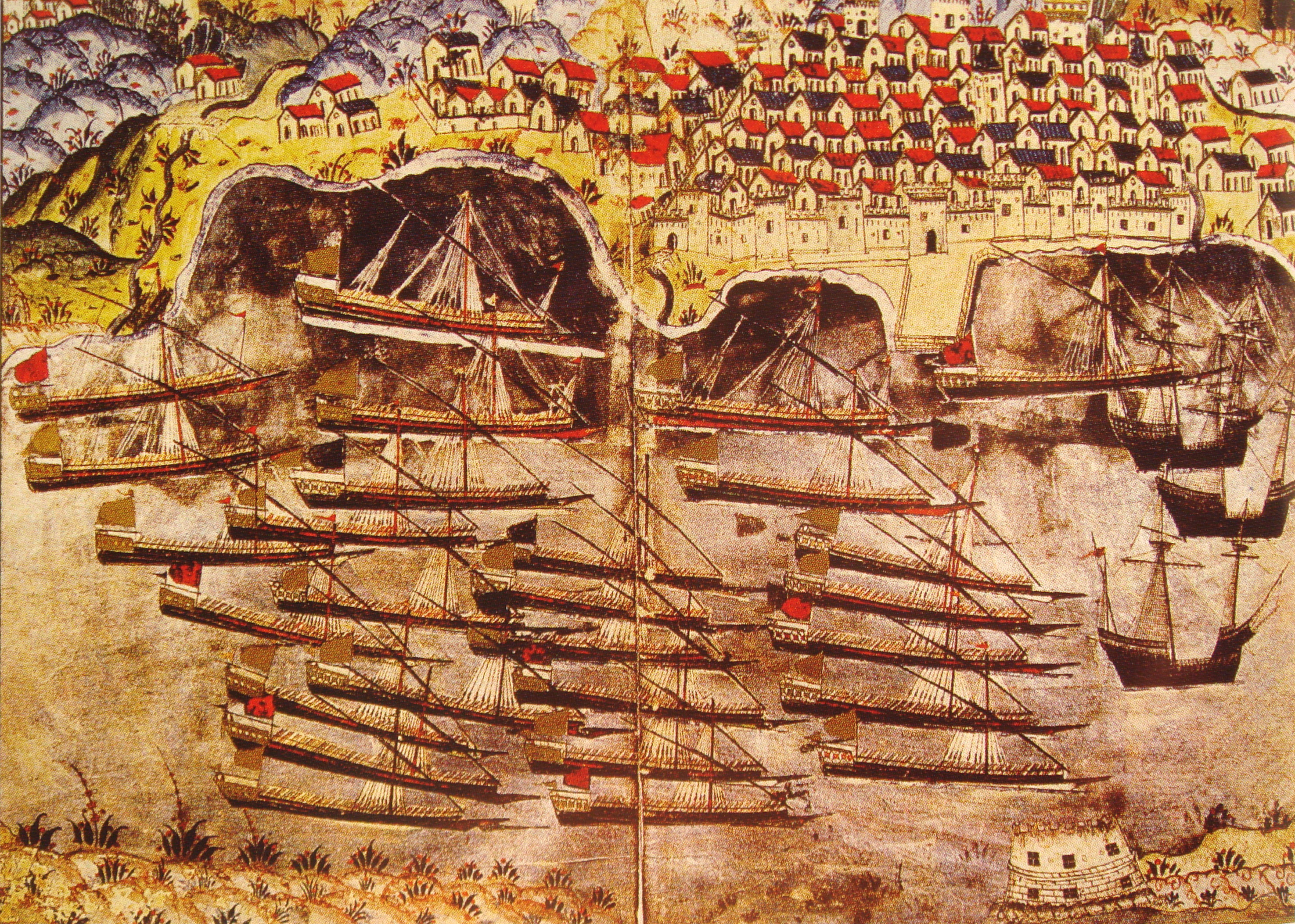
Flota musulmana

En septiembre de 1373 una flota castellana de 10 galeras descubrió en Ceuta los preparativos benimerines. Una galera fue a comunicar a Egidio Boccanegra el descubrimiento, por lo que se reforzó esta fuerza exploradora hasta con 20 galeras, que debían seguir los movimientos de la flota benimerín. Una tormenta hizo naufragar a parte de la armada benimerín y el resto se retiró a Vélez de la Gomera.
Egidio Boccanegra, que desconocía los efectos de la tormenta, avanzaba con varias galeras y naos con el objetivo de unirse a la fuerza exploradora y atacar a los benimerines, pero solo descubrió los destrozos causados por el temporal. Cinco galeras benimerines habían quedado embarrancadas y las fuerzas castellanas se dedicaron a incendiarlas, pero otra tormenta dispersó la flota castellana y los restos de la flota benimerín pudieron navegar hasta la costa malagueña y desembarcar sus tropas en Estepona el 3 de octubre. Desde allí marcharon por tierra a Gibraltar, al campamento instalado por el sultán de Granada cerca de la desembocadura del río Guadarranque, en tanto que los navíos continuaron en dirección al puerto y fondeadero cercano.
La presencia de los refuerzos benimerines puso en grave aprieto a los sitiadores de Algeciras, pero más transcendental pudo haber sido la deserción de Boccanegra y sus barcos, quien amenazó con ello alegando que no se le habían abonado cuatro meses de soldadas. No sin mucho esfuerzo, Alfonso XI pudo pagarles y evitar el desastre.
A finales de octubre de 1343, el sultán Yúsuf I de Granada negoció una tregua con Alfonso XI de Castilla, solicitando un salvoconducto para entrevistarse en Marruecos con Abu ul-Hassan Alí y recabar su ayuda económica. Alfonso XI se lo concedió, pero Egidio Boccanegra, enterado de que la galera de Yúsuf volvería cargada de oro, ideó su captura. El Rey sospechó de sus intenciones, por lo que lo detuvo, pero no pudo evitar que la nave fuese atacada por un sobrino de Boccanegra. Yúsuf I protestó por el quebrantamiento de la tregua, y Alfonso XI exigió responsabilidades a su Almirante, ordenándole la entrega del capitán de la nave, pero éste respondió que había huido. Los ataques del sultán de Granada y de la flota benimerín no obtuvieron ningún resultado y Alfonso XI siguió cerrando el cerco contra la ciudad.
El 22 de marzo de 1344 Yúsuf I envió mensajeros al Rey de Castilla, proponiendo la entrega de Algeciras a cambio de permitir la salida de la población y la concesión de treguas, a él y al sultán Abu ul-Hassan Alí por un periodo de quince años, que luego se reduciría a diez. A cambio, ofrecía su vasallaje a Alfonso XI y la entrega de 12 000 doblas de oro anuales. Tres días más tarde firmaron la paz, incluyendo en ella a Abu ul-Hassan Alí, a Pedro IV de Aragón y a la República de Génova. El sábado 27 de marzo de 1344 Alfonso XI entraba en Algeciras.
En recompensa a los servicios prestados en esta campaña, Egidio Boccanegra recibió posesiones en Algeciras y Sevilla. Su fama había trascendido las fronteras, y en 1344 los embajadores ingleses que se encontraban en Castilla negociando la boda de la princesa Juana de Inglaterra y el infante don Pedro, le hicieron propuestas, escribiéndole el propio Eduardo III una carta el 1 de septiembre de 1344 en la que le anunciaba el envío de un emisario para exponerle sus propósitos. Egidio Boccanegra no aceptó la oferta, e incluso, por orden de Alfonso XI, zarpó con algunas naos en 1348 para ayudar al rey de Francia en su lucha contra el monarca inglés.
En 1349 el rey de Castilla reanudó la ofensiva contra los musulmanes, teniendo como objetivo la conquista de Gibraltar, pero la Peste Negra que se había extendido por Europa alcanzó al ejército castellano, contagiando incluso a Alfonso XI, que murió en su tienda el 27 de marzo de 1350.

### La guerra de los Dos Pedros

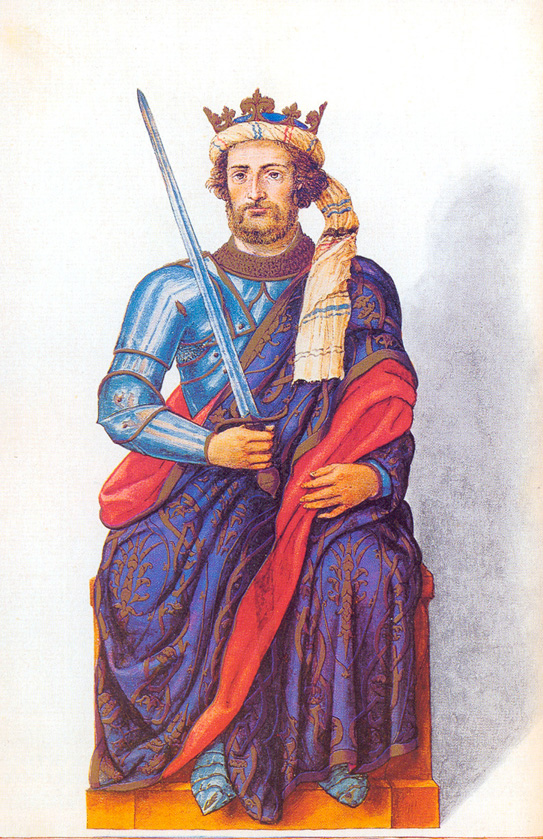
Pedro I de Castilla

Egidio Boccanegra no intervino en los conflictos civiles que asolaron Castilla durante los primeros años del reinado de Pedro I de Castilla, pero sí en la guerra contra el reino de Aragón, cuyo principal desencadenante fue la ofensa del almirante aragonés Francesc de Perellós, al capturar en Cádiz dos navíos placentinos cargados de aceite en presencia del Rey de Castilla, en la primavera de 1356.
Pedro I de Castilla decidió que para vencer en la guerra no sería suficiente una ofensiva terrestre, sino que debía ir acompañada por una ofensiva marítima. Para conseguir la supremacía marítima concertó en Évora una alianza con Pedro I de Portugal en marzo de 1358, en virtud de la cual éste se comprometió a prestarle 10 galeras y 1 galeota por un periodo de tres meses.
Pedro I de Castilla se puso al frente de la armada, pero en la expedición participaban los más expertos marinos de Castilla, entre los que no podía faltar Egidio Boccanegra. Otros marinos que participaron fueron el hijo de Egidio, Ambrosio Bocanegra, Garci Jofre Tenorio y Fernando Sánchez de Tovar.
A comienzos de agosto, Pedro I zarpó al frente de una escuadra formada por 18 galeras, realizando un ataque a Guardamar del Segura el 17 de agosto. La villa fue tomada con facilidad pero no su castillo, donde se refugiaron un importante número de tropas aragonesas. La campaña, sin embargo, fue decepcionante, ya que un vendaval inutilizó 16 galeras, por lo que la flota castellana se tuvo que retirar a Murcia.

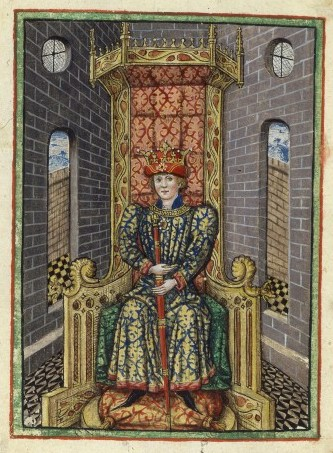
Pedro IV de Aragón

Para la campaña de 1359 se reunió una flota de 32 galeras, 2 galeotas, 1 carraca, 4 leños y 80 naos, que se reunieron en abril en Sevilla.
Como nave capitana Pedro I utilizó una embarcación musulmana, capturada por Egidio Boccanegra en tiempos de Alfonso XI, cuyas grandes dimensiones permitían embarcar 40 caballos. Al convertirse en refugio del monarca castellano, se embarcaron en ella 160 hombres de armas y 120 ballesteros y se armaron tres castillos (de proa, popa y mesana).
A finales de abril la flota castellana zarpó de Sevilla. El primer objetivo fue nuevamente Guardamar, donde conquistó la villa y el castillo. Tras dejar una guarnición en el castillo se dirigió a la desembocadura del río Ebro, donde se le unieron 10 galeras y 1 galeota portuguesas, a las órdenes de Lanzarote Pessanha.
El 9 de junio de 1359 la flota castellano-portuguesa llegó a Barcelona y realizó un ataque que fue rechazado por los barceloneses. Al día siguiente se reanudaron las hostilidades, pero nuevamente hubo de desistir ante las bajas que estaban causando desde tierra los ballesteros, apoyados por trabucos y otras máquinas de guerra. Tan encarnizada fue la resistencia que la propia nave insignia del rey de Castilla sufrió daños por el fuego de una bombarda.
Con ocasión del ataque se disparó una bombarda situada en un barco aragonés que se encontraba en el puerto, lo que supone la más antigua mención a la utilización de la artillería naval de la que se tiene constancia.

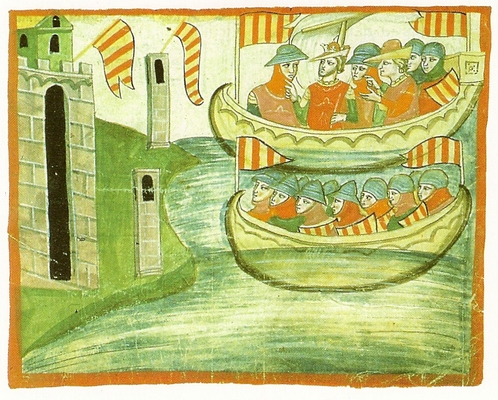
Flota aragonesa

La flota castellana se retiró a Tortosa, tras lo que puso rumbo a Ibiza. Allí las tropas debían tomar la ciudad, pero Pedro IV de Aragón zarpó de Barcelona el 23 de junio con 50 galeras rumbo a Mallorca, donde arribó el 3 de julio con la intención de socorrer Ibiza. Enterado de la cercanía de los aragoneses, Pedro I ordenó levantar el asedio y reembarcar las tropas, dirigiéndose a continuación a Calpe.
Pedro IV ordenó que 40 galeras persiguieran a la flota castellana. Pedro I, creyendo que muy pronto los aragoneses iban a presentar batalla, reunió consejo con sus oficiales para tomar una decisión, recomendándole Egidio Boccanegra desembarcar y cederle el mando de las operaciones navales. Sin embargo, la flota aragonesa, resguardada en el río Girona, recelaba de los verdaderos efectivos de los castellanos, por lo que el rey de Castilla pudo dar por terminada la campaña, retirándose a Alicante y después a Cartagena, donde ordenó el licenciamiento de las naves
Tras la campaña de 1359, la guerra naval continuó en forma de encuentros aislados sin trascendencia y en las que Egidio Boccanegra tuvo poca participación.

### La Guerra Civil castellana
En 1366 Enrique de Trastámara, apoyado por los reyes de Francia y de Aragón, invadió Castilla a la cabeza de un ejército de mercenarios, las famosas compañías blancas dirigidas por Bertrand du Guesclin. El monarca esperó a su hermanastro en Burgos, junto a los nobles que todavía le obedecían, entre los que figuraba el Almirante de Castilla, Egidio Boccanegra. Sin embargo, poco después y sin aparente justificación, Pedro I huyó a Sevilla, donde se encontraban sus hijos y tesoros.

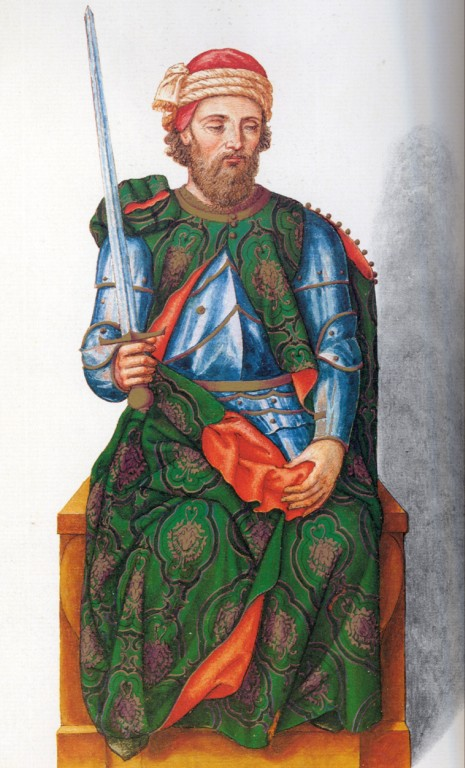
Enrique de Trastámara

Pedro I conoció en Sevilla que Enrique se había proclamado rey en Burgos y conquistado Toledo, huyendo a Portugal y después a Galicia, donde le esperaba su fiel servidor Fernando de Castro.
Pedro I encomendó a su Tesorero Mayor, Martín Yáñez, embarcar en una galera las joyas y los 36 quintales de oro que guardaba en Sevilla y en el castillo de Almodóvar del Río.

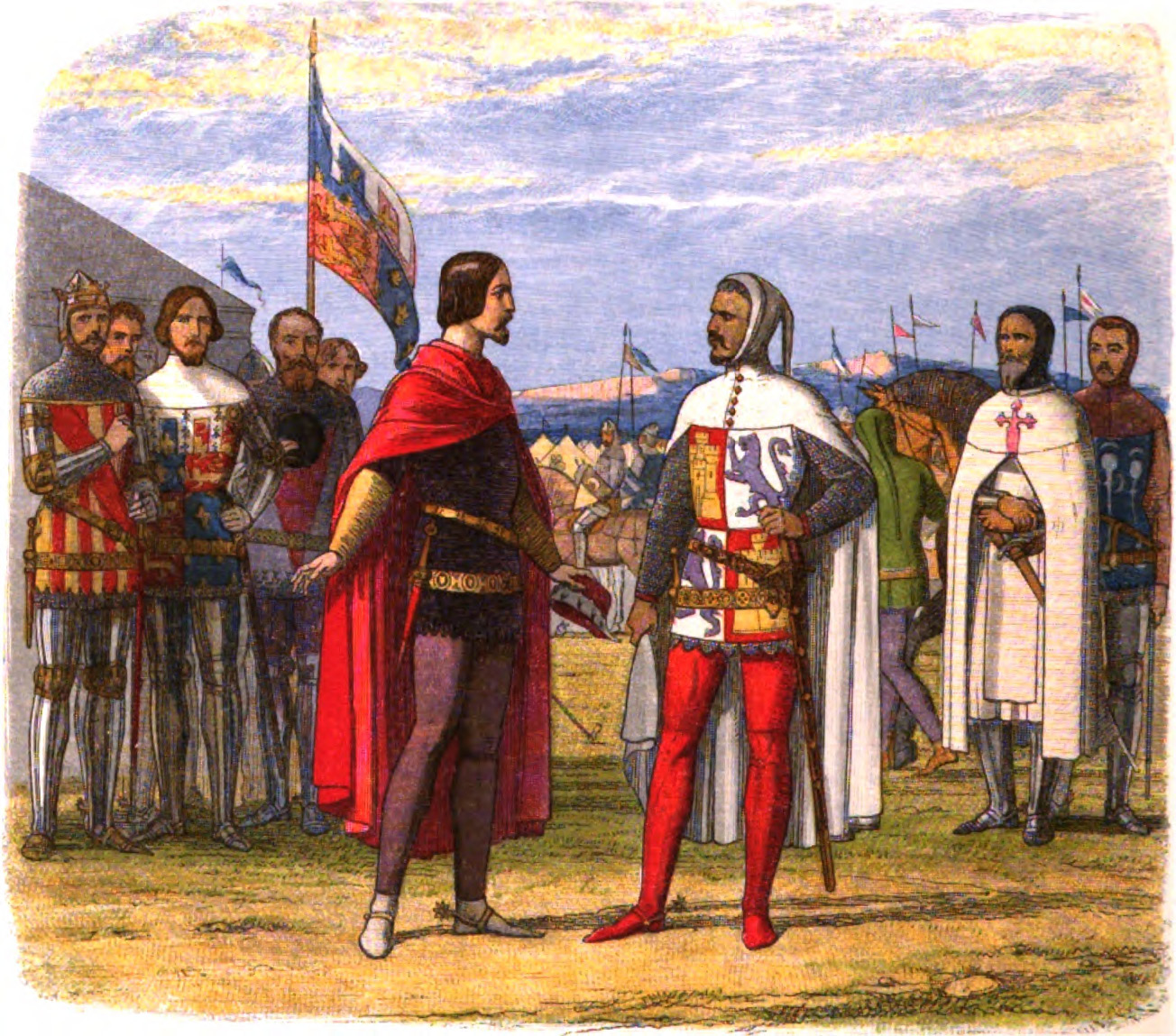
Pedro I de Castilla y Eduardo de Woodstock antes de la batalla de Nájera

Egidio Boccanegra, sin que se conozca la razón, cambió de bando y decidió apoyar a Enrique de Trastámara. Armó una galera en Sevilla y se lanzó en persecución de Yáñez, capturándole con todo el tesoro.
Enrique de Trastámara recompensó a Egidio Boccanegra con el señorío de Utiel. Sin embargo, el 3 de abril de 1367, Eduardo de Woodstock, aliado de Pedro I, venció en la batalla de Nájera y Pedro volvió a controlar Castilla.
Egidio Boccanegra fue apresado en Sevilla en septiembre de 1367, y fue ejecutado públicamente poco después por orden de Pedro I junto con Juan Ponce de León, señor de Marchena, y otros individuos, en la plaza de San Francisco de Sevilla.

## Sepultura
Después de su ejecución, el cadáver del almirante Egidio Boccanegra recibió sepultura en la capilla de los Mejías del desaparecido monasterio de San Francisco de Sevilla, que fue saqueado, profanado e incendiado por las tropas francesas durante la Guerra de la Independencia y, posteriormente, demolido en el año 1841.